# Camille Paglia
Camille Anna Paglia (Endicott, Nova Iorque, 2 de abril de 1947) é uma acadêmica e Ph.D pela Universidade de Yale. Camille ainda é ensaísta, crítica de arte e crítica social americana. Paglia é professora da University of the Arts em Philadelphia, Pennsylvania, desde 1984. O The New York Times a descreveu como a “Primeira e mais importante educadora". Paglia é famosa por sua visão crítica em vários aspectos da cultura moderna. Em 2005, Paglia foi rankeada em #20 pela revista Prospect/Foreign Policy na lista dos 100 maiores intelectuais populares.

## Visões
Paglia é uma intelectual de contradições apenas aparentes: uma ateísta que respeita a religião e uma classicista que defende tanto a arte elitista quanto a popular com uma visão de que o ser humano tem uma natureza irresistivelmente dionisíaca, em especial no aspecto mais selvagem e obscuro da sexualidade humana.
A intelectual apresenta uma gama variada de assuntos sobre o qual escreve: religião comparada, história da arte e o cânon literário, além de uma grande ênfase no ensino da história. Paglia tornou-se célebre para o público mundial em 1990 ao publicar o primeiro livro Sexual Personae: Art and Decadence from Nefertiti to Emily Dickinson (em tradução livre - Personas Sexuais: Arte e Decadência de Nefertiti a Emily Dickinson. O sucesso com este livro possibilitou a autoria de outros títulos sobre cultura popular e feminismo. Exibindo grande erudição, gerou muita polêmica ao desafiar o que ela própria denominou de "elite liberal", incluindo acadêmicos, grupos feministas tais como a National Organization for Women (NOW) (em tradução livre - Organização Nacional para Mulheres (AGORA)) e grupos ativistas na luta contra a AIDS, tais como o ACT UP, acrônimo de AIDS Coalition to Unleash Power (em tradução livre - Coligação contra a SIDA para libertar o poder).

### Feminismo
Camille se define como feminista, muito embora seja uma das principais críticas de algumas formas de feminismo (como o "puritano e stalinista"). Camille foi grande ativista em relação à inserção da mulher no mercado de trabalho, mas repudia as relativizações do que chama de “nova feminista burguesa”. Para Camille, o novo feminismo é direcionado para proteger a burguesa juvenil – que quer que o mundo seja como é a sua sala de estar. “A nova feminista espera que o mundo seja reduzido a essas proteções burguesas e, sem perceber seus privilégios, é arrogante e passa toda essa arrogância para o feminismo”.

### Transexualidade
Camille não se opõe, mas se diz preocupada com a tendência cirúrgica de redesignação sexual.
| “ | Isso está por toda parte nos EUA. Dizem que a criança nasceu no corpo errado e já começam com hormônios até chegar à intervenção cirúrgica. Se essa ideia estivesse no ar quando eu era jovem, eu teria cometido um engano terrível. Quando era mais nova estava muito claro que eu era muito inibida em relação ao meu gênero biológico. Eu demonstrava isso, ainda criança. Eu sempre escolhia um personagem masculino. Fui um soldado romano, fui Napoleão, fui Hamlet... E nenhuma menina se fantasiava assim. Eu me sentia alienada em ser uma menina. | ” |

### Visões políticas
Paglia se define como libertária. Paglia é a favor da liberação de temas como pornografia, prostituição, aborto e drogas. Paglia é uma grande crítica da candidata à presidência dos estados unidos de 2016, Hillary Clinton, a qual classifica como uma fraude. Paglia também se recusou a apoiar o republicano Donald Trump, indicando que votaria no socialista Bernie Sanders.

## Obras
- Paglia, Camille (1974). Sexual Personae: The Androgyne in Literature and Art (Tese)
- ——— (1990). Sexual Personae: Art and Decadence from Nefertiti to Emily Dickinson. [S.l.: s.n.] ISBN 0-679-73579-8
- ——— (1992), Sex, Art and American Culture: Essays, ISBN 0-679-74101-1
- ——— (1994). Vamps and Tramps: New Essays. [S.l.: s.n.] ISBN 0-679-75120-3
- The Birds (BFI Film Classics) (1998) ISBN 0-851-70651-7
- Break, Blow, Burn: Camille Paglia Reads Forty-three of the World's Best Poems (2005) ISBN 0-375-42084-3
- Glittering Images: A Journey Through Art from Egypt to Star Wars (2012) ISBN 978-0-375-42460-1
- Free Women, Free Men: Sex, Gender, and Feminism (2017) ISBN 978-0-375424779
- Provocations: Collected Essays (2018) ISBN 978-1-52474689-6

Obras publicadas no Brasil
- Personas Sexuais: Arte e Decadência de Nefertite a Emily Dickinson (1992). Cia. das Letras ISBN 85-7164-289-3

- Sexo, Arte e Cultura Americana (1993). Cia. das Letras
- Vampes e Vadias (1996). Francisco Alves
- Os Pássaros (1999). Rocco
- Imagens Cintilantes: Uma Viagem Através da Arte (2014). Apicuri